# Interval musical
L'interval és la distància en altura existent entre dues notes o sons. Segons que ens referim a sons simultanis o a sons successius, parlem, respectivament, d'intervals harmònics o bé d'intervals melòdics. Entre aquests darrers, parlem, també d'intervals ascendents o d'intervals descendents, segons quin sigui el moviment que efectuï el salt melòdic en qüestió.
Pel que fa a l'amplitud d'aquests intervals, aquests reben dues denominacions que es complementen. En primer lloc cal establir el nombre de notes que hi ha entre l'una i l'altra, tenint en compte que cal comptar-les totes dues. Així, de do a re en sentit ascendent hi ha una segona (dues notes), i entre sol i re, en sentit descendent (sol, fa, mi, re) hi ha una quarta (quatre notes). En segon lloc cal establir el nombre de tons i semitons que hi ha entre ambdues notes.

## Denominació dels intervals
Segons el nombre de notes o graus que hi ha entre les dues notes que formen els intervals, s'anomenen:
1. uníson
2. segona
3. tercera
4. quarta
5. quinta
6. sexta
7. sèptima
8. octava

Aquests són els intervals simples, és a dir, els menors o iguals a una octava. Els intervals més amplis que aquests s'anomenen compostos. Així, per exemple, una novena harmònicament és equiparable a una segona, i una desena ho és a una tercera.
Els intervals melòdics de 2a s'anomenen, també, graus conjunts. Les melodies per graus conjunts acostumen a tenir una suavitat que no tenen les melodies en les quals predominen els intervals més amples.

## El qualificatiu dels intervals
El nom d'un interval només dona una idea aproximada de la seva extensió exacta. Per exemple, els dos intervals de tres notes, do-mi i re-fa, tot i ser intervals de tercera, no tenen la mateixa extensió, ja que el primer inclou dos tons i el segon inclou un to i mig. El qualificatiu permet distingir-los. N'hi ha cinc de principals que són:
- major
- menor
- just
- augmentat
- disminuït

Més rarament podem trobar els qualificatius de doble augmentat i doble disminuït.
El qualificatiu just s'utilitza només per a la quarta, la quinta i l'octava. Per a les segones, les terceres, les sextes i les sèptimes s'usen els qualificatius de major i menor. La resta es fa servir per a tots els intervals.
Podem veure de manera esquemàtica el qualificatiu de tots els intervals simples en la taula següent:
| quarta cinquena vuitena | doble augmentat | doble augmentat | segona tercera sisena setena |
| quarta cinquena vuitena | augmentat       |                 | segona tercera sisena setena |
| quarta cinquena vuitena | justa           | major           | segona tercera sisena setena |
| quarta cinquena vuitena | justa           | menor           | segona tercera sisena setena |
| quarta cinquena vuitena | disminuït       |                 | segona tercera sisena setena |
| quarta cinquena vuitena | doble disminuït |                 | segona tercera sisena setena |

## Consonància i dissonància
Els intervals harmònics es classifiquen en dissonants i consonants segons la sensació que produeixin a l'oïda, sempre en relació al context concret en el qual sonin. La qualificació d'intervals com a consonants o dissonants ha variat notablement al llarg dels segles, així com la definició de consonància i dissonància en si.
Per exemple, durant l'edat mitjana l'autoritat adjudicada a Pitàgores va portar als teòrics a considerar la quarta justa com la consonància perfecta i a utilitzar-la per a la composició de l'organum. Durant la mateixa època, especulacions de caràcter teòric van portar a considerar la quarta augmentada, anomenada tríton, com a diabòlica (tritonus diabolus in musica est).
L'harmonia tradicional des del segle xvii considera dissonants els intervals harmònics de primera augmentada -semitò cromàtic-, segona major o menor, quarta augmentada, quinta disminuïda o augmentada, sèptima major o menor i octava disminuïda o augmentada. Una possible consideració més detallada és la següent:
- Consonàncies perfectes: els intervals de 4a, 5a i 8a quan són justes.
- Consonàncies imperfectes: els intervals de 3a i 6a quan són majors o menors.
- Dissonàncies absolutes: els intervals de 2a i 7a majors i menors.
- Dissonàncies condicionals: tots els intervals augmentats i disminuïts, excepte la 4a augmentada i la 5a disminuïda.
- Semiconsonàncies: la 4a augmentada i la 5a disminuïda.

A més, en el context de l'harmonia tradicional, l'interval melòdic de quarta augmentada és considerat dissonant.

## Història
Històricament, l'estudi dels intervals va començar amb l'estudi de les relacions entre longituds de corda, particularment en el monocordi. Boeci va atribuir la invenció del monocordi a Pitàgores, però l'escola pitagòrica pot haver-lo manllevat dels egipcis. Segons l'Isagoge de Gaudentios, Pitàgores havia dividit la corda monocordi en dotze parts i havia establert els primers intervals per les fraccions 6/12 = 1/2 (l'octava), 8/12 = 2/3 (la cinquena) i 9/ 12 = 3/4 (la quarta). Al llarg de l'Edat Mitjana, la música es va classificar en el quadrivium, com a ciència de les relacions numèriques.
Els primers treballs teòrics coneguts són els d'Aristoxen de Tàrent, que es va basar en un mètode empíric i matemàtic, a diferència de les especulacions filosòfiques i matemàtiques de Pitàgores.
Mentre que els antics només consideraven intervals basats en els nombres de l'1 al 4 (la tetraktys pitagòrica), Zarlino els va descriure el 1558 (Le istioni harmoniche) a partir dels números de l'1 al 6 (el senari), tenint en compte que un cub té sis cares, que hi ha sis planetes i que la creació va durar sis dies. A més, 6 és el primer nombre que és la suma d'aquells dels quals és múltiple (1x2x3 = 1+2+3 = 6). Els intervals considerats són superparticulars, el numerador és una unitat més gran que el denominador: octava, 2/1; cinquena, 3/2; quarta, 4/3; tercera major, 5/4; i tercera menor, 6/5.
Antigament, s'utilitzava per al seu ensenyament un instrument anomenat monocordi. El càlcul matemàtic de les freqüències dels sons i intervals musicals va ser estudiat al segle xvii per Simon Stevin mitjançant funcions exponencials. Durant el segle xvii, els investigadors Bonaventura Cavalieri i Juan Caramuel van aplicar-hi el càlcul logarítmic.
A finals del segle XVI o principis del XVII, a l'època del que s'anomenava la «revolució científica», les relacions entre freqüències de vibració van substituïr les relacions de longitud mesurades al monocordi.
Al segle xix, Hermann Helmholtz va construir els ressonadors que avui porten el seu nom, posteriorment utilitzats per a demostrar que tots els sons són per naturalesa complexos i consisteixen en una sèrie de sons concomitants o harmònics naturals en intervals que són iguals que els demostrats pel monocordi.

## Intervals purs
Un interval és «pur» (o «just») quan es pot expressar mitjançant una proporció d'enters simples, generalment entre 1 i 6. L'interval es diu sovint consonant.
| Nom           | Informa de freqüència {\displaystyle a/b} | Nombre de semitonstons {\displaystyle 12\log _{2}(a/b)} |
| ------------- | ----------------------------------------- | ------------------------------------------------------- |
| Uníson        | 1⁄1                                       | +0                                                      |
| To menor      | 10⁄9                                      | +1,8                                                    |
| Ton major     | 9⁄8                                       | +2,0                                                    |
| Tercera menor | 6⁄5                                       | +3,2                                                    |
| Tercera major | 5⁄4                                       | +3,9                                                    |
| Quarta        | 4⁄3                                       | +5,0                                                    |
| Quinta        | 3⁄2                                       | +7,0                                                    |
| Sexta menor   | 8⁄5                                       | +8,1                                                    |
| Sexta major   | 5⁄3                                       | +8,8                                                    |

### Càlcul d'intervals
La suma de dos intervals s'obté multiplicant les seves relacions de freqüència. Una quinta pura (3/2) més una quarta pura (4/3) donen una octava pura (2/1):
{\displaystyle {\frac {3}{2}}\times {\frac {4}{3}}=2}
La resta de dos intervals s'obté dividint les seves proporcions. Una octava pura menys una quinta pura dona una quarta pura (complement de l'octava de la quinta):
{\displaystyle {\frac {2}{\frac {3}{2}}}={\frac {4}{3}}}
Es diu un interval melòdic:
- ascendent si el segon so és més alt que el primer (per exemple, a la música occidental: C i després G a la mateixa octava),

- descendent si el segon so és més baix que el primer (G i després C a la mateixa octava),

- conjunta si les seves notes són dos graus consecutius de l'escala considerada (do-d o sol-fa s'uneixen en la mateixa octava a l'escala de do major),

- disjunta si no és conjunta (do-mi, o do-do si les dues do estan separades per una o més octaves; C i C# són dues notes diferents).

Si l'interval consisteix en el mateix so repetit dues vegades, és un uníson

## Música occidental

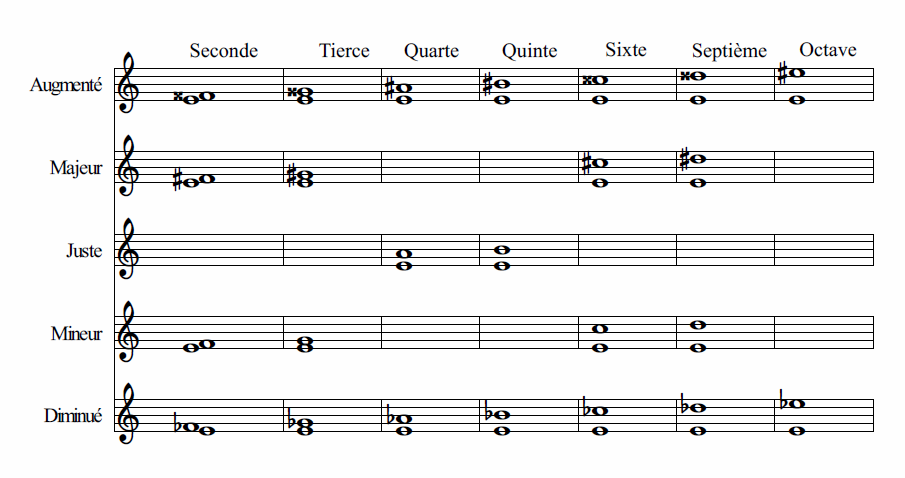
Els intervals de música occidental (els intervals sobreaugmentats i poc reduïts, molt rars, no es mostren aquí)

En la música tonal, la música modal o la música àtona, la noció d'interval fa referència més precisament a la distància entre dos graus d'una escala musical
En la música clàssica i, per tant, en el sistema tonal, els intervals són denominats i teoritzats per la teoria de la música i la funció dels diferents graus depèn de l'interval que separa cadascun d'ells de la tònica. Els diferents intervals estan associats a les nocions de consonància i dissonància

### Terminologia
Els graus de l'escala diatònica estan separats per espais units desiguals (o intervals), tons diatònics i semitons.
Els intervals que separen dos graus de l'escala diatònica s'anomenen sempre amb un substantiu seguit d'un qualificador (adjectiu):
- el nom va lligat al nombre de graus englobats; aquest nombre depèn de l'escala musical utilitzada;

- el qualificador depèn de l'extensió real de l'interval, tenint en compte els tons i els semitons: així, una tercera s'anomena major quan engloba dos tons, menor si només engloba un to i un semitò diatònic.